# Liste der Monuments historiques in Saint-Ciers-du-Taillon
Die Liste der Monuments historiques in Saint-Ciers-du-Taillon führt die Monuments historiques in der französischen Gemeinde Saint-Ciers-du-Taillon auf.

## Liste der Bauwerke
| Bezeichnung        | Beschreibung                      | Standort                               | Kennzeichnung | Schutzstatus | Datum | Bild           |
| ------------------ | --------------------------------- | -------------------------------------- | ------------- | ------------ | ----- | -------------- |
| Wegekreuz          | 1651 errichtet                    | an der Route départementale 146 (Lage) | PA00105164    | Inscrit      | 1963  |                |
| Kirche St-Cyriaque | Erbaut im 12. und 13. Jahrhundert | (Lage)                                 | PA17000062    | Inscrit      | 2003  | weitere Bilder |

## Liste der Objekte
| Bezeichnung                        | Beschreibung                                            | Standort                         | Kennzeichnung | Schutzstatus | Datum | Bild |
| ---------------------------------- | ------------------------------------------------------- | -------------------------------- | ------------- | ------------ | ----- | ---- |
| Gemälde Anbetung der Könige        | mit Rahmen; Öl auf Leinwand sowie Holz, 19. Jahrhundert | in der Kirche St-Cyriaque (Lage) | PM17001985    | Inscrit      | 2001  |      |
| Gemälde Jesus bei Martha und Maria | mit Rahmen; Öl auf Leinwand sowie Holz, 19. Jahrhundert | in der Kirche St-Cyriaque (Lage) | PM17001986    | Inscrit      | 2003  |      |